# 8301 Хасеюдзі
8301 Хасеюдзі (8301 Haseyuji) — астероїд головного поясу, відкритий 30 січня 1995 року.
Тіссеранів параметр щодо Юпітера — 3,564.